# محمد جواد تهرانی
محمد جواد تهرانی از سیاستمداران ایرانی بود، که در دوره چهارم بعنوان نماینده مشهد در مجلس شورای ملی حضور داشت.